# Comté de Bacon
Pour les articles homonymes, voir Bacon.
Le comté de Bacon est un comté de Géorgie, aux États-Unis.

## Démographie
| 1920  | 1930  | 1940  | 1950  | 1960  | 1970  |
| ----- | ----- | ----- | ----- | ----- | ----- |
| 6 460 | 7 055 | 8 096 | 8 940 | 8 359 | 8 233 |

| 1980  | 1990  | 2000   | 2010   | - | - |
| ----- | ----- | ------ | ------ | - | - |
| 9 379 | 9 566 | 10 103 | 11 096 | - | - |